# Сахарина
Сахарина (лат. Saccharina) — род класса бурых водорослей (Phaeophyceae), состоящий из 24 видов. Встречается в северной части Атлантического океана и северной части Тихого океана на глубинах от 8 м до 30 м (исключительно до 120 м в более теплых водах Средиземного моря и у берегов Бразилии).
Раньше представители рода относились к роду Ламинария (Laminaria), некоторые из которых употребляются в пищу и известны под обиходным названием «морская капуста». Однако анализ генетического материала, проведённый К. Лейном и соавторами, показал, что представители рода образуют две группы, связанные лишь отдалённым родством. В результате этого исследования в 2006 году часть видов была выделена в самостоятельный род Saccharina.
Комбу культивируется как коммерчески важный вид Saccharina japonica (=Laminaria japonica), популярный продукт питания в Японии.

## Виды
Ниже приводится список из 24 видов сахарины:
- Saccharina angustata (Kjellman) C.E. Lane, C. Mayes, Druehl & G.W. Saunders
- Saccharina angustissima (Collins) Augyte, Yarish & Neefus
- Saccharina bongardiana (Postels & Ruprecht) Selivanova, Zhigadlova & G.I. Hansen
- Saccharina cichorioides (Miyabe) C.E. Lane, C. Mayes, Druehl & G.W. Saunders
- Saccharina coriacea (Miyabe) C.E. Lane, C. Mayes, Druehl & G.W. Saunders
- Saccharina complanata (Setchell & N.L.Gardner) Gabrielson, Lindstrom & O’Kelly
- Saccharina crassifolia (Postels & Ruprecht) Kuntze
- Saccharina dentigera (Kjellman) C.E. Lane, C. Mayes, Druehl & G.W. Saunders
- Saccharina groenlandica (Rosenvinge) C.E. Lane, C. Mayes, Druehl & G.W. Saunders
- Saccharina gurjanovae (A.D. Zinova) Selivanova, Zhigadlova & G.I. Hansen
- Saccharina gyrata (Kjellman) C.E. Lane, C. Mayes, Druehl & G.W. Saunders
- Saccharina japonica (J.E. Areschoug) C.E. Lane, C. Mayes, Druehl & G.W. Saunders
- Saccharina kurilensis C.E. Lane, C. Mayes, Druehl & G.W. Saunders
- Saccharina lanciformis (Petrov) N.G.Klockova & Beliyi
- Saccharina latissima (Linnaeus) C.E. Lane, C. Mayes, Druehl & G.W. Saunders
- Saccharina longicruris (Bachelot de la Pylaie) Kuntze
- Saccharina longipedales (Okamura) C.E. Lane, C. Maves, Druehl & G.W. Saunders
- Saccharina longissima (Miyabe) C.E. Lane, C. Mayes, Druehl & G.W. Saunders
- Saccharina ochotensis (Miyabe) C.E. Lane, C. Mayes, Druehl & G.W. Saunders
- Saccharina religiosa (Miyabe) C.E. Lane, C. Mayes, Druehl & G.W. Saunders
- Saccharina sachalinensis (Miyabe) N.Yotsukura & L.D.Druehl
- Saccharina sculpera (Miyabe) C.E. Lane, C. Mayes, Druehl & G.W. Saunders
- Saccharina sessilis (C. Agardh) Kuntze
- Saccharina yendoana (Miyabe) C.E. Lane, C. Mayes, Druehl & G.W. Saunders